# Weideflächen bei Kraatz
Die Weideflächen bei Kraatz sind ein FFH-Gebiet in der Stadt Arendsee (Altmark) im Altmarkkreis Salzwedel in Sachsen-Anhalt.

## Allgemeines
Das FFH-Gebiet ist circa 79 Hektar groß. Es ist durch die Landesverordnung zur Unterschutzstellung der Natura 2000-Gebiete im Land Sachsen-Anhalt (N2000-LVO LSA) seit dem 21. Dezember 2018 rechtlich gesichert. Zuständige untere Naturschutzbehörde ist der Altmarkkreis Salzwedel.

## Beschreibung
Das FFH-Gebiet liegt südwestlich von Arendsee (Altmark). Es umfasst einen Grünlandkomplex mit Hecken und Feldgehölzen. Die Wiesen und Weiden sind von Gräben durchzogen. Das FFH-Gebiet wird nach mehreren Seiten von Gräben begrenzt. Im mittleren Teil ragt eine bewaldete Fläche in das Gebiet hinein, die nicht Bestandteil des FFH-Gebietes ist. Ansonsten grenzt das FFH-Gebiet an weitere landwirtschaftliche Nutzflächen.
Das Gebiet beherbergt Vorkommen des Kriechenden Selleries. Es gilt als das letzte Vorkommen in Sachsen-Anhalt. In einem Graben im Gebiet wurde ein individuenreiches Vorkommen des Kammmolchs nachgewiesen. Auch der Moorfrosch ist im Gebiet heimisch. Gräben und angrenzende Bereiche sind auch Lebensraum des Fischotters.